# José Pijoan
José Pijoán (katalánsky Josep Pijoan i Soteras; 22. srpna 1879 Barcelona – 16. června 1963 Lausanne) byl katalánský architekt, historik a kritik umění, esejista, básník a propagátor katalánské kultury.

## Život
V roce 1902 dokončil studium architektury v rodné Barceloně a v následujícím roce podnikl svou první cestu do Itálie, kde dále studoval. Zde objevil dílo Ramona Llulla a začal o něm šířit povědomí v rodném Katalánsku. Po návratu z Itálie se aktivně zapojoval do kulturního života. Stal se členem Rady muzeí (Junta de Museus), spoluorganizoval 1. mezinárodní kongres katalánského jazyka, který se konal v Barceloně v roce 1906, a následující rok Mezinárodní výstavu výtvarného umění.
Jako člen Rady muzeí se podílel na založení několika institucí v Barceloně, například byl z jeho iniciativy vytvořen Institut katalánských studií (Institut d'Estudis Catalans), jehož byl prvním generálním tajemníkem, či Katalánská knihovna (Biblioteca de Catalunya). Díky jeho úsilí bylo zřízeno Barcelonské muzeum umění (Museu d'Art de Barcelona), které se později stalo Katalánským národním uměleckým muzeem (MNAC). Popularizoval katalánské románské umění doma i v zahraničí. Jeho aktivity výrazně uspíšily kulturní rozvoj Katalánska, pro který razil termín pankatalanismus (v deníku La Renaixensa v 1899).
V roce 1910 odešel do Itálie, kde studoval na Španělské škole. Španělskou vládou byl poslán do Britského muzea, aby tam studoval rukopisy. V roce 1911 v Římě založil a stal se tajemníkem a prvním úřadujícím ředitelem Španělské školy umění a archeologie.
V lednu 1913 odcestoval do Švýcarska, kde se seznámil s Terezou Mestre i Climent, jež opustila svého manžela (průmyslník Jaume Baladia) a děti, a v březnu se spolu přestěhovali do Toronta v Kanadě. Tam začal Pijoán nový profesní život věnovaný práci architekta a stavitele. Do roku 1922 žil v Torontu, v letech 1922 až 1929 v Claremontu a 1930 až 1938 v Chicagu . V těchto třech městech pracoval jako univerzitní profesor (Pomona College v Clermontu, Chicagská universita) a věnoval se hispánské kultuře. Během svého pobytu ve Spojených státech se stal součástí Náboženské společnosti přátel, tzv. kvakerů. Po odchodu do důchodu v roce 1938 se přestěhoval do New Yorku, kde byl velmi aktivní v humanitární pomoci dětem během španělské občanské války právě prostřednictvím kvakerského hnutí. Na začátku 40. let bydlel v Mexiku. Byl také poradcem Společnosti národů v otázkách kultury.
V prosinci 1945 Pijoan a Teresa Mestre opustili Spojené státy a usadili se ve švýcarském Lausanne. V červenci 1947 se vrátili do New Yorku, kde Teresa Mestre zemřela. V roce 1950 se Pijoan ve Francii oženil znovu s Geneviève Bugnion (1911–1996), která byla jeho sekretářkou. Až do své smrti v roce 1963 žil ve Švýcarsku. S Teresou Mestre měl dvě děti: Michaela a Rose; s Geneviève Bugnion další dceru, pozdější malířku Irene Pijoan (1953–2004).

## Dílo
Zajímal se o lidové písně, na katalánském venkově trávil čas sbíráním písní a příběhů pastýřů a uhelných dělníků; publikoval několik pohádek pod pseudonymem „paní Pepa“, pravděpodobně na počest babičky Pepy.
V roce 1905 vydal jedinou svou básnickou sbírku Zpěvák (El cançoner). Připravil také posmrtné vydání děl Jacinta Verdaguera.
Jeho nejambicióznější a nejrozšířenější prací byla Summa Artis, monumentální šestnáctisvazkové Dějiny umění (1927), které vyšly i v češtině, nejdříve v 10 dílech (1977–1986) a poté ve 12 dílech (1998–2002).
Některé z dalších jeho knih:
- Nástěnné malby Katalánsko (1907)
- Dějiny umění, 3 svazky, (1914)
- Světová historie, 3 svazky (1926)
- Můj Don Joan Maragall (1927)
- Obecné dějiny umění (1931–1961)
- Můj Don Francisco Giner (1932)
- Románské malby v Katalánsku (1939)
- Katalánské dílo (1963)